# Containerització (informàtica)
En enginyeria de programari, la contenidorització és la virtualització a nivell de sistema operatiu o a nivell d'aplicació sobre diversos recursos de xarxa, de manera que les aplicacions de programari es poden executar en espais d'usuari aïllats anomenats contenidors en qualsevol entorn de núvol o no núvol, independentment del tipus o del proveïdor. El terme "contenidor" està sobrecarregat i és important assegurar-se que la definició prevista s'alinea amb la comprensió de l'audiència.

## Ús
Cada contenidor és bàsicament un entorn informàtic en núvol o no núvol totalment funcional i portàtil que envolta l'aplicació i la manté independent d'altres entorns que funcionen en paral·lel. Individualment, cada contenidor simula una aplicació de programari diferent i executa processos aïllats agrupant fitxers de configuració, biblioteques i dependències relacionades. Però, col·lectivament, diversos contenidors comparteixen un nucli de sistema operatiu (SO) comú.
En els últims temps, la tecnologia de contenidors ha estat àmpliament adoptada per plataformes de cloud computing com Amazon Web Services, Microsoft Azure, Google Cloud Platform i IBM Cloud. El Departament de Defensa dels Estats Units també ha buscat la contenerització com una forma de desenvolupar i presentar actualitzacions de programari més ràpidament, amb la primera aplicació al seu caça de superioritat aèria F-22.

## Tipus de contenidors
- Contenidors del sistema operatiu
- Contenidors d'aplicació

## Problemes de seguretat
- A causa del sistema operatiu compartit, les amenaces de seguretat poden afectar tot el sistema en contenidors.
- En entorns en contenidors, els escàners de seguretat generalment protegeixen el sistema operatiu, però no els contenidors de les aplicacions, cosa que afegeix una vulnerabilitat no desitjada.

## Gestió de contenidors, orquestració, agrupació
L'orquestració de contenidors o la gestió de contenidors s'utilitza principalment en el context dels contenidors d'aplicacions. Les implementacions que proporcionen aquesta orquestració inclouen Kubernetes i Docker swarm.

## Gestió de clúster de contenidors
Cal gestionar els clústers de contenidors. Això inclou funcionalitats per crear un clúster, actualitzar el programari o reparar-lo, equilibrar la càrrega entre instàncies existents, escalar iniciant o aturant instàncies per adaptar-se al nombre d'usuaris, registrar activitats i supervisar els registres produïts o l'aplicació en si consultant sensors. Les implementacions de codi obert d'aquest programari inclouen OKD i Rancher. Moltes empreses ofereixen la gestió de clúster de contenidors com a servei gestionat, com Alibaba, Amazon, Google, Microsoft.